# Atelier monétaire de Kelin
L'atelier monétaire de la cité ibérique de Kelin se situe sur la colline de Los Villares à Caudete de las Fuentes (province de Valence).

## Émission
La production monétaire de cet atelier monétaire fut peu abondante. Il y eut une seule émission composée en deux dénominations, des unités et des moitiés. Sur les unités, il est possible de voir sur l'avers une tête masculine à droite, entre un dauphin et un palmier, et sur le revers, il est possible de voir un cavalier avec une lance. En ce qui concerne les moitiés, sur l'avers est utilisé le même dessin que sur les unités, à savoir une tête masculine, et pour le revers un taureau est représenté. Le poids des monnaies en vigueur dans la zone était de 9,40 g pour les unités et de 5,43 g pour les moitiés.
La date de la frappe est incertaine, mais probablement antérieure à la destruction de la cité durant la période de la guerre sertorienne (83 av J.C.) et contemporaine des frappes de Ikalesken (localisée probablement à Iniesta, Cuenca, selon ce qu'on peut déduire de leur ressemblance stylistique et de fabrication.

## Annexe